# Mola alexandrini
Il pesce luna meridionale (Mola alexandrini (Ranzani, 1839)) è una specie di pesce pelagico appartenente alla famiglia Molidae diffusa in acque temperate dell'emisfero meridionale.

## Descrizione
Di aspetto molto simile a Mola mola, può raggiungere i 3,3 m di lunghezza. La colorazione è chiara nella parte inferiore del corpo, mentre nella parte superiore è più scura.

## Dieta
Si nutre prevalentemente di meduse, ma si ciba anche di alghe, molluschi, plancton, salpe e ofiure.

## Distribuzione
Questa specie è riscontrabile in acque pelagiche temperate nel Pacifico meridionale principalmente in Australia, Nuova Zelanda e Cile; e nell'Atlantico meridionale in prossimità del Sudafrica.